# Tekken – Vérbosszú
A Tekken – Vérbosszú (eredeti címén Tekken: Blood Vengeance) 2011-ben bemutatott japán animációs sci-fi akciófilm, amelyet a Digital Frontier és a Namco Pictures stúdió készített. A forgatókönyvét Dai Sato írta, Youchi Mori rendezésében. A zenéjét Hitoshi Sakimoto és a Basiscape együttes szerezte, a producere pedig Yoshinari Mizushima.

## Történet
A történet a filmnek alapjául szolgáló Tekken című videójáték-sorozat ötödik és hatodik epizódjának történetei között játszódik, és szigorúan igazodik az eredeti franchise világához.

## Bemutató
Japánban ősszel mutatják be, az európai és amerikai DVD-megjelenésekről még nincs meghirdetett információ, valószínűleg a legújabb Tekken-játékkal egy időben érkezik majd. A YouTube-on 2011. május 5. óta elérhető a film első bemutatóvideója.